# Kalle Svensson

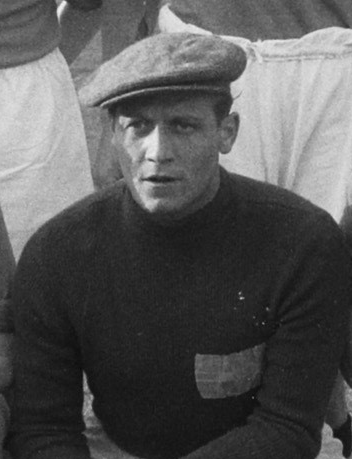
Kalle Svensson im Jahr 1952

Karl-Oskar „Kalle“ Svensson (* 11. November 1925 in Västerlöv; † 15. Juli 2000 in Helsingborg) war ein schwedischer Fußballspieler. Der Torwart, der mit der schwedischen Nationalmannschaft 1958 Vize-Weltmeister wurde und die Bronzemedaille bei den Olympischen Sommerspielen 1952 gewann, bekam als erster Torhüter den Guldbollen, die Auszeichnung als Schwedens Fußballer des Jahres. Vor dem Olympia, dem Stadion seines Stammvereins Helsingborgs IF, wurde ihm zu Ehren eine Statue errichtet.

## Werdegang
Svensson begann 1940 mit dem Fußballspielen bei Kullavägens BK. Im Sommer 1943 schloss er sich dem bis dato fünffachen Landesmeister Helsingborgs IF an, der seinerzeit nach dem historischen Namen der Stadt noch Hälsingborgs IF schrieb. Bis zu seinem Debüt in der Allsvenskan, der höchsten schwedischen Spielklasse, musste er sich knapp ein Jahr gedulden. Am 4. Juni 1944 kam er als 18-Jähriger am vorletzten Spieltag der Spielzeit 1943/44 beim Auswärtsspiel gegen AIK im Råsunda zu seinem ersten Einsatz in der Eliteserie, der durch Tore von Henry Carlsson und Arne Andersson mit einer 0:2-Niederlage endete. Auch im folgenden Spiel, einer 0:2-Heimniederlage gegen IFK Göteborg, kam er zum Einsatz und konnte anschließend den Klassenerhalt feiern, obwohl der Mannschaft im gesamten Saisonverlauf ein einziger Sieg gelungen war.
Svensson konnte sich in der Folge als Stammkraft im Tor des südschwedischen Vereins etablieren. Gelang in der folgenden Spielzeit der Klassenerhalt nur dank des besseren Torverhältnisses gegenüber dem punktgleichen Aufsteiger Ludvika FF, kehrte Helsingborgs IF gegen Ende des Jahrzehnts in den vorderen Tabellenbereich zurück. Mit seinen guten Leistungen spielte sich Svensson 1945 in die schwedische B-Nationalmannschaft, in der er bis 1948 zu drei Einsätzen im Nationaljersey kam. Im selben Jahr gehörte er ohne bisherige A-Länderspielerfahrung dem schwedischen Kader für die Olympischen Spiele 1948 an. Ohne Einsatzzeit als Ersatzmann des regulären Torhüters Torsten Lindberg feierte er nach einem 3:1-Finalerfolg durch Tore des zweifachen Torschützen Gunnar Gren und Gunnar Nordahl bei einem Gegentreffer von Stjepan Bobek den Olympiasieg. Im folgenden Jahr debütierte er schließlich auch in der A-Nationalmannschaft, als er beim 3:1-Erfolg über die englische Nationalmannschaft von Betreuer George Raynor zwischen die Pfosten gestellt wurde und lediglich Tom Finney ihn überwand. In der Folge kämpfte er mit Lindberg um den Stammplatz im Tor der Landesauswahl.
1949 errang Svensson mit Helsingborgs IF die Vizemeisterschaft, lediglich das um 25 Tore schlechtere Torverhältnis gegenüber dem punktgleichen Malmö FF verhinderte den Titelgewinn. Nachdem ab Sommer bis Ende des Jahres Lindberg das Nationalmannschafts-Tor gehütet hatte, stand Svensson zu Beginn des Jahres folgenden Jahres beim 4:1-Erfolg über die niederländische Nationalmannschaft im Tor. Anschließend war er auch Stammspieler bei der Weltmeisterschaft 1950 mit Lindberg und dem Malmöer Torwart Tore Svensson als Ersatzmänner. Als hervorragender Rückhalt führte er die Mannschaft nach einem Sieg über Italien und einem Unentschieden gegen Paraguay als Gruppensieger in die zweite Finalrunde, wo sie nach Niederlagen gegen Brasilien und den späteren Weltmeister Uruguay durch einen 3:1-Erfolg über die spanische Nationalmannschaft Weltmeisterschaftsdritte wurde. Daraufhin erhielt er in Schweden den Spitznamen „Rio-Kalle“.

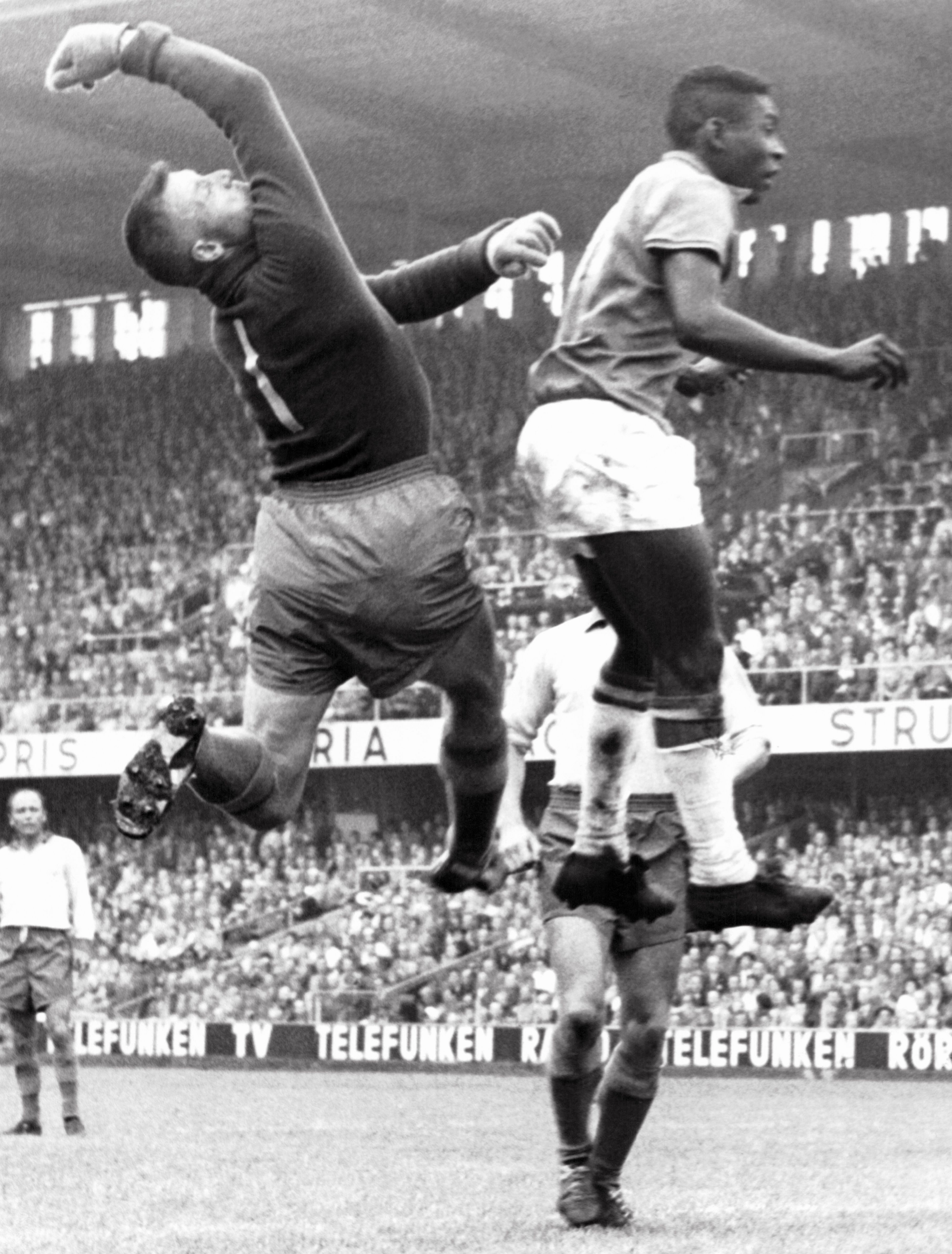
Svensson im Duell mit Pelé im Weltmeisterschaftsfinale 1958 gegen Brasilien

Auch bei den Olympischen Sommerspielen 1952 war Svensson Stammtorhüter der Landesauswahl. Nach Siegen über die norwegische und die österreichische Nationalmannschaft zog er mit der Auswahl ins Halbfinale des Turniers ein, in dem die Mannschaft auf Ungarn traf. Die „Goldene Elf“ um Ferenc Puskás, Nándor Hidegkuti, Sándor Kocsis und József Bozsik deklassierte die nordeuropäische Mannschaft durch einen 6:0-Sieg. Im Spiel um den dritten Platz kehrte die schwedische Auswahl in die Erfolgsspur zurück, als Svensson beim 2:0-Erfolg über die deutsche Amateurnationalmannschaft durch Tore von Ingvar Rydell und Gösta Löfgren ohne Gegentor blieb und somit zur Bronzemedaille verhalf. Durch seine guten Leistungen erhielt er im selben Jahr als Schwedens Fußballer des Jahres den Guldbollen.
Während Svensson mit der Vereinsmannschaft sich weiterhin im vorderen Bereich der Allsvenskan platzieren konnte, verpasste er mit der Nationalmannschaft die Qualifikation zur Weltmeisterschaft 1954. Im selben Jahr erreichte er erneut die Vizemeisterschaft, nachdem die Mannschaft lange Zeit vor dem späteren Meister GAIS aus Göteborg die Tabelle angeführt hatte. Bei der Weltmeisterschaft 1958 im eigenen Land war die schwedische Nationalmannschaft als Gastgeber gesetzt. Nachdem mittlerweile der Svenska Fotbollförbundet die Berufung von Profi-Fußballspielern in die Auswahlmannschaft gestattete, zog die mit im Ausland aktiven Spielern wie Kurt Hamrin, Bengt Gustavsson, Lennart Skoglund und Nils Liedholm aber auch schwedischen Zweitligaspielern um Reino Börjesson, Gunnar Gren und Agne Simonsson gespickte Mannschaft ins Endspiel ein. Dort unterlag die Elf zwar der mit Vavá, Pelé, Garrincha und Konsorten angetretenen brasilianischen Mannschaft mit 2:5, der Vizeweltmeistertitel ist jedoch bis heute (Stand: September 2024) neben dem Olympiasieg der größte Erfolg der schwedischen Nationalmannschaftsgeschichte. Das Endspiel war zudem Svenssons 73. und letztes Länderspiel, anschließend wurde er von Tore Svensson beerbt.
Im Mai 1959 verließ Svensson seinen langjährigen Verein Helsingborgs IF. Nachdem er am 3. Mai des Jahres bei der 1:2-Heimniederlage gegen GAIS zum 312. Mal für den Klub in der Allsvenskan und damit seit dem 27. September 1953 in 117 aufeinanderfolgenden Erstligaspielen aufgelaufen war, schloss er sich dem Drittligisten Gunnarstorps IF an. Am Ende des Jahres stieg er mit dem Klub als Spielertrainer in die zweitklassige Division II Östra Götaland auf. Nach anderthalb Jahren Zweitklassigkeit kehrte er zum 1. Juni 1961 zu HIF zurück. Bis zum Ende der Spielzeit 1962 stand er für den Verein erneut in der Allsvenskan zwischen den Pfosten, ehe er nach insgesamt 349 Erstligapartien in Schweden seine aktive Karriere beendete.

## Statistik
Svensson lief für Helsingborgs IF in 349 Spielen in der Allsvenskan auf und ist damit hinter Thomas Ravelli und Sven Andersson Torwart mit den drittmeisten Partien. Dabei kassierte er 575 Gegentore, bis heute Rekordwert für einen Torwart in der Allsvenskan. Demgegenüber stehen 72 Spiele, in denen er kein Gegentor kassierte, und eine maximale Zeitspanne zwischen zwei Gegentreffern in Höhe von 404 Minuten.
Auf Vereinsbasis gelang Svensson trotz seiner knapp 18 Jahre umspannenden Karriere kein Titelgewinn. Mit der Nationalmannschaft holte er als Ersatzmann den Olympiasieg, als Aktiver reichte es zum Vize-Weltmeisterschaftstitel 1958 sowie dritten Plätzen sowohl bei den Olympischen Spielen 1952 als auch der Weltmeisterschaft 1950.